# Enytus alticola
Enytus alticola là một loài tò vò trong họ Ichneumonidae.